# Roman Zirngibl

Roman Zirngibl

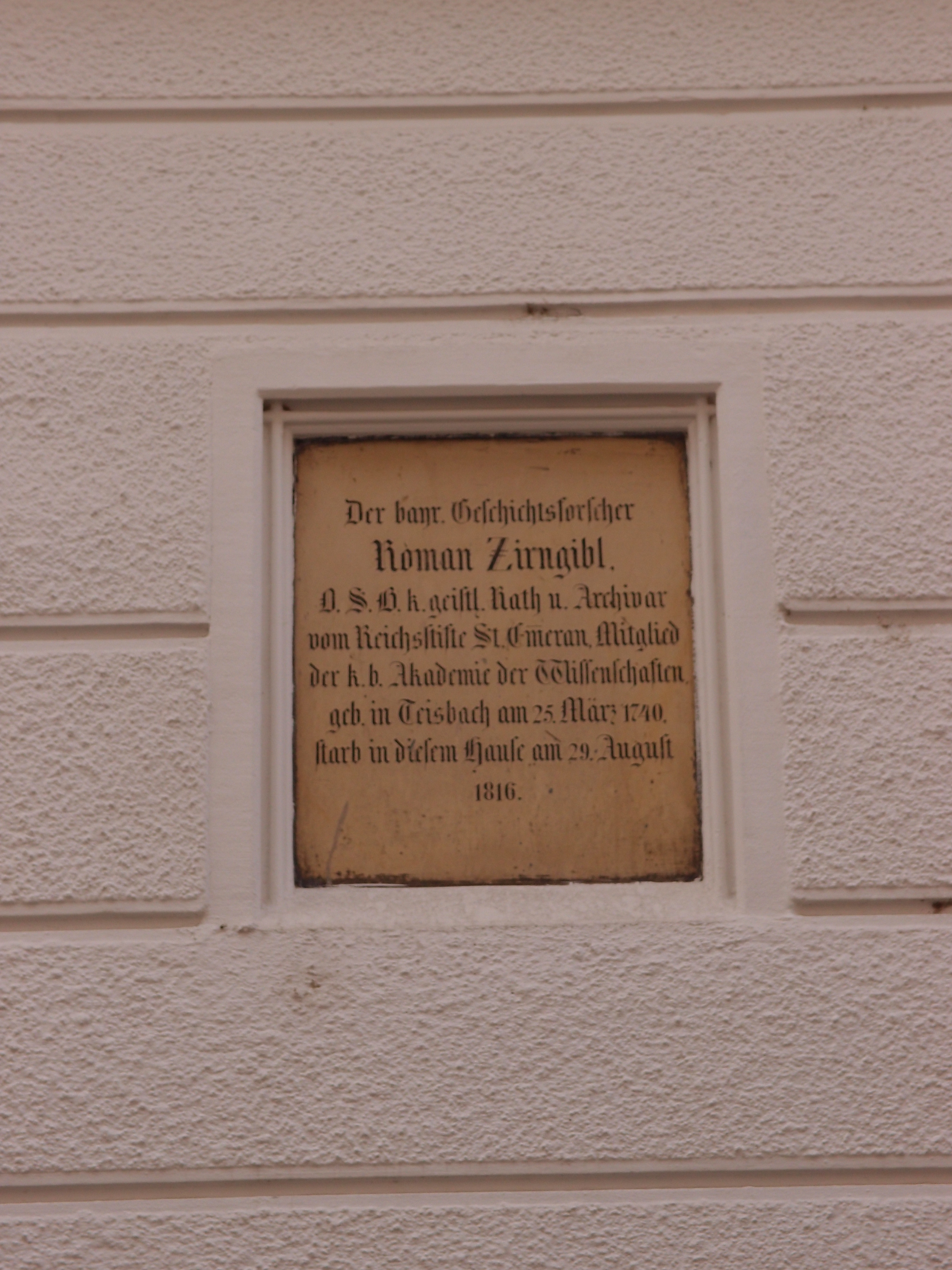
Gedenktafel für Roman Zirngibl; Regensburg, Auergasse

Roman Zirngibl (Taufname Joseph; * 25. März 1740 in Teisbach, heute ein Ortsteil von Dingolfing; † 29. August 1816 in Regensburg) war ein bayerischer Benediktiner, Historiker, Archivar und Bibliothekar.

## Leben
Geboren als Sohn des kurfürstlichen Marktschreibers und Hofmarksverwalters Martin Zirngibl in Teisbach bei Dingolfing besuchte Roman Zirngibl das Jesuitengymnasium in Landshut und trat am 12. September 1758 in die Benediktinerabtei St. Emmeram in Regensburg ein (Ordensname Romanus). Am 4. November 1759 legte er seine Profess ab und wurde nach dem Theologiestudium am 2. Juli 1764 zum Priester geweiht.
Bis zur Aufhebung der Reichsabtei 1810 war er in verschiedenen Ordensämtern tätig, besonders als Prior (1784–1788 und 1794–1797) und Propst in Haindling (1782–1784, 1788–1794 und 1797–1804). Neben den Verwaltungs- und Seelsorgeaufgaben wurde ihm auch die Bibliothek übertragen, zunächst als Unterbibliothekar (1765) und schließlich 1767 als ordentlicher Bibliothekar.
1776 erhielt Zirngibl für die Beantwortung einer Preisfrage den ersten Preis der Bayerischen Akademie der Wissenschaften – 50 Dukaten – und wurde 1777 zu deren Mitglied gewählt. In den Jahren bis 1783 löste er vier weitere Aufgaben der Akademie erfolgreich – mehr als jeder andere.
Nach der Säkularisation betraute ihn Fürstprimas Karl Theodor von Dalberg 1804 mit der Sorge um die Archive der säkularisierten Klöster St. Emmeram, Ober- und Niedermünster und einiger Mendikantenklöster in Regensburg. Wegen seiner hohen Fachkenntnis blieb Zirngibl trotz der Eingliederung Regensburgs ins Königreich Bayern 1810 in dieser Stellung; die bayerische Regierung machte daraus 1812 ein »Archivkonservatorium«, das Zirngibl bis zu seinem Tod versah.

## Bedeutung
Zirngibl war, obwohl wissenschaftlicher Autodidakt, einer der führenden bayerischen Historiker seiner Zeit. Von den in den Jahren 1779 bis 1818 publizierten Abhandlungen der Bayerischen Akademie der Wissenschaften stammt mehr als die Hälfte des Umfangs aller Bände – 3900 Seiten in 16 der insgesamt 43 Abhandlungen – aus seiner Feder.
Seine Abhandlungen zeichnen sich dabei weniger durch ihre wissenschaftlichen Erkenntnisse als vielmehr durch ein scharfsinniges Urteil in der Urkundenkritik aus. Wenn Zirngibl selbst auch mehrfach gegen seine eigene Regel verstieß, legte er doch größten Wert darauf, sich nicht auf Kopien früherer Autoren zu verlassen, sondern versuchte – ungewöhnlich für den wissenschaftlichen Standard seiner Zeit – stets, das Original einer Urkunde einzusehen und eine originalgetreue Abschrift davon anzufertigen.

## Werke
Zirngibl hinterließ ca. 30 gedruckte und ebenso viele ungedruckte Schriften von unterschiedlichem Wert, v. a. aus dem Gebiet der Regensburger Geschichte des Mittelalters und der Ordensgeschichte. Die meisten davon sind in den Abhandlungen der Bayerischen Akademie der Wissenschaften und in Westenrieders »Beiträgen zur vaterländischen Historie« erschienen.
Zu den zu Lebzeiten unveröffentlichten Schriften gehört eine diplomatische Geschichte seines Klosters bis zum 15. Jahrhundert in acht Bänden. Weitere bedeutende Werke sind: »Geschichte der Propstey Hainspach« (München, 1802), »Ludwigs, des Baiers Lebens-Geschichte« (ebd., 1814) und die »Geschichte des baierischen Handels« (verfasst 1806, erschienen 1818).